# 湖北巡抚
湖北巡抚，為清朝前期在湖北省設立的一個巡撫職位。
顺治二年（1645年）清朝设置湖广巡抚，驻武昌府。雍正元年（1723年）偏沅巡抚改为湖南巡抚，湖广巡抚改为湖北巡抚。光绪三十年（1904年）裁撤，由湖广总督兼理。

## 历任湖北巡抚
- 纳齐哈（1723年—1725年）
- 法敏（1725年）
- 李成龙（1725年—1726年）
- 郑任钥（1726年）
- 宪德（1726年—1727年）
- 马会伯（1727年—1729年）
- 赵宏恩（1729年）
- 费金吾（1729年—1730年）
- 魏廷珍（1730年—1731年）
- 王士俊（1731年—1732年）
- 德龄（1732年—1734年）
- 杨馝（1734年—1735年）
- 吴应棻（1735年—1736年）
- 高其倬（1736年）
- 锺保（1736年—1737年）
- 杨永斌（1737年）
- 张楷（1737年—1738年）
- 崔纪（1738年—1740年）
- 张渠（1740年）
- 范璨（1740年—1743年）
- 晏斯盛（1743年—1745年）
- 开泰（1745年—1746年）
- 陈宏谋（1746年—1747年）
- 彭树葵（1747年—1749年）
- 唐绥祖（1749年—1750年）
- 严瑞龙（1751年）
- 恒文（1751年—1753年）
- 张若震（1753年—1756年）
- 卢焯（1756年—1757年）
- 庄有恭（1757年—1759年）
- 馮鈐（1758年）
- 周琬（1759年—1761年）
- 汤聘（1761年—1762年）
- 宋邦绥（1762年—1763年）
- 辅德（1763年）
- 常钧（1763年—1764年）
- 王检（1764年—1765年）
- 李因培（1765年）
- 汤聘（1765年—1766年）
- 刘藻（1766年）
- 鄂宁（1766年）
- 鄂宝（1766年—1768年）
- 范时绶（1767年）
- 程焘（1768年）
- 揆义（1768年—1769年）
- 梁国治（1769年—1771年）
- 陈辉祖（1771年—1779年）
- 郑大进（1779年—1781年）
- 姚成烈（1781年—1784年）
- 李绶（1784年—1785年）
- 吴垣（1785年—1788年）
- 图萨布（1786年）
- 李封（1786年—1787年）
- 姜晟（1787年—1788年）
- 惠玲（1788年—1790年）
- 福宁（1790年—1793年）
- 惠玲（1793年—1794年）
- 姚棻（1794年）
- 陈用敷（1794年—1795年）
- 英善（1795年—1796年）
- 汪新（1796年—1798年）
- 高杞（1798年—1800年）
- 倭什布（1800年—1801年）
- 全保（1801年—1804年）
- 瑚图礼（1804年—1806年）
- 章煦（1806年—1808年）
- 常明（1808年—1810年）
- 同兴（1810年）
- 钱楷（1810年—1811年）
- 张映汉（1811年—1820年）
- 杨頀（1816年）
- 毓岱（1820年—1821年）
- 杨懋恬（1821年—1826年）
- 杨健（1826年—1830年）
- 杨怿曾（1830年—1833年）
- 麟庆（1833年）
- 鄂顺安（1833年）
- 尹济源（1833年—1836年）
- 周之琦（1836年—1838年）
- 伍长华（1838年—1840年）
- 吴文镕（1840年—1841年）
- 钱宝琛（1841年）
- 赵炳言（1841年—1849年）
- 罗绕典（1849年）
- 龚裕（1849年—1852年）
- 常大淳（1852年）
- 罗绕典（1852年）
- 崇纶（1852年—1854年）
- 青麟（1854年）
- 杨霈（1854年）
- 曾国藩（1854年）
- 陶恩培（1854年—1855年）
- 胡林翼（1855年—1861年）
- 李續宜（1861年）
- 严澍森（1861年—1864年）
- 吴昌寿（1864年—1865年）
- 郑敦谨（1865年）
- 李鹤年（1865年—1866年）
- 曾国荃（1866年—1867年）
- 郭柏荫（1867年—1873年）
- 吴元炳（1873年—1874年）
- 翁同爵（1874年—1877年）
- 邵亨豫（1877年—1878年）
- 潘霨（1878年—1880年）
- 彭祖贤（1880年—1885年）
- 谭钧培（1885年—1886年）
- 奎斌（1886年—1889年）
- 谭继洵（1889年—1898年）
- 曾鉌（1898年）
- 于荫霖（1898年—1900年）
- 裕长（1900年）
- 景星（1900年）
- 聶緝槼（1900年—1901年）
- 于荫霖（1901年）
- 锡良（1901年）
- 端方（1901年—1904年）